# Arad (Roumanie)
Pour les articles homonymes, voir Arad.
Arad est une ville de l'Ouest de la Roumanie. Chef-lieu de la région administrative de Crișana et du județ homonyme d'Arad, elle est située à l'ouest de la Transylvanie et au nord de la région administrative du Banat.  En 2002, la population de la ville était de 172 824 habitants.
Arad une ville moderne, un centre industriel et un carrefour de communications, qui possède de nombreux édifices remarquables.

## Géographie
La ville est située à moins de 20 km de la frontière hongroise, entre la Transylvanie et la Hongrie. Elle est arrosée par la rivière Mureș.
Au pied des collines des Carpates occidentales, elle est située dans la plaine presque plate de la Crishanie.
Le climat est continental tempéré humide de type « Dfb ».

## Histoire
La région d’Arad a d’abord fait partie de la Dacie, mais pas de l'Empire romain ; elle a vu passer les Gépides, les Hérules, les Huns, les Lombards et les Avars, que rejoignent les Slaves au VIe siècle.
- Au IXe siècle le territoire d'Arad fait partie du Premier Empire bulgare, qui règne sur des populations d’origines diverses, germaniques, avars, alanes, romanes et slaves.
- Au XIe siècle, alors que l’empire bulgare est attaqué par les Byzantins, ce sont les Magyars qui s’installent dans la région.
- 1028 : première attestation documentaire concernant la zone d’Arad, alors intégrée au royaume de Hongrie.
- 1078-1081 : première mention de la localité, dont le nom vient du slave rad : prospère, heureuse.
- 1131 : La ville est mentionnée dans la Chronique peinte de Vienne.
- 1241 : L’invasion mongole et tatare du Royaume de Hongrie met en évidence la nécessité de fortifier Arad. Des châteaux-forts sont donc construits dans la seconde partie du XIIIe siècle à Șoimoș, Șiria et Dezna.
- 1526 : Arad fait partie de la principauté de Transylvanie, que les historiens hongrois appellent royaume de Hongrie orientale.
- 1551 : Arad est occupée par l’Empire ottoman, jusqu'au traité de Karlowitz en 1699.
- XVIIe siècle : Aradu Nou (« le nouvel Arad »), banlieue située sur la rive Sud du Mureș, est fondé. Le noyau de la nouvelle colonie se situe sur les ouvrages d’art construits par les Turcs pour prendre la cité.
- 1699 : Arad passe sous la domination des Habsbourg, empereurs d’Autriche.
- 1702 : le syndicat des fourreurs est enregistré.
- 1708 : Le moine Camil Hofflich crée la première école (enseignement en allemand).
- 1720 : Le recensement fait état de 177 familles roumaines, 162 serbes et 35 hongroises.
- 1763-1783 : construction d’une nouvelle citadelle par l’architecte autrichien Filipp-Ferdinand Harsch. Elle sert aussi à incarcérer Horia, Cloșca et Crișan qui ont dirigé la révolution transylvaine de 1784.
- 1810 : une troupe de l’armée de Napoléon occupe brièvement Arad mais, oubliée et affamée, doit de rendre aux armées autrichiennes l’année suivante. C'est la première occupation française de la ville.
- 1812 : Pavel Avacumovici, un militant de la renaissance culturelle roumaine, crée Preparandia, la première école d'instituteurs roumaine d’Arad.
- 1817 : Jacob Hirschl construit le plus ancien théâtre de l’actuelle Roumanie, qui porte son nom.
- 1833 : le sixième conservatoire de musique européen est créé (après Paris, Prague, Bruxelles, Vienne et Londres).
- 1834 : grâce à son développement économique intense, Arad reçoit le statut de ville franche royale de l’empereur François Ier d’Autriche (ex-François II d’Allemagne).
- 1848 : la forteresse joue un rôle important dans la Révolution hongroise (un musée d’histoire évoque ces épisodes). Défendue par le général autrichien Berger jusqu’à la fin de juillet 1849, elle fut prise par les révolutionnaires hongrois, dont elle devint le quartier général pendant la dernière phase de l’insurrection. Lajos Kossuth y a lancé sa proclamation le 11 août 1849 et a remis le pouvoir suprême militaire et civil à Artúr Görgey. Après la reddition de Görgey, la forteresse tomba entre les mains des Russes et fut transformée en dépôt de munitions. Treize généraux révolutionnaires y furent fusillés le 6 octobre 1849 sur ordre du général autrichien Haynau. Ils sont aujourd’hui considérés comme les Treize martyrs d'Arad ; depuis, Arad est réputée comme le « Golgotha hongrois. »
- 1868 : Mihai Eminescu y travaille comme souffleur au théâtre Hirschl.
- 1884 : arrivée du chemin de fer.
- 1890 : création de la Société philharmonique d’Arad, Aradi Philharmonia Egyesült :
  - 1846 : concert de Franz Liszt
  - 1847 : concert de Johann Sebastian Strauss
  - 1877 : concert de Pablo de Sarasate et Henryk Wieniawski
  - 1922 : concert de Georges Enesco
  - 1924 : concert de Béla Bartók.
- 1899 : le premier match officiel de football dans l’actuelle Roumanie se déroule à Arad.
- 1910 : Arad compte 63 166 habitants (par ordre d’importance numérique : Hongrois, Roumains, Allemands, Juifs, Serbes, Croates, Slovaques, Roms).
- 1913 : premier chemin de fer électrifié d’Europe de l'Est et huitième du monde, sur le trajet Arad-Podgoria
- 13-15 mai 1918 : alors que l’empire Austro-Hongrois se disloque à l’issue de la Première Guerre mondiale, le Conseil national roumain revendique, par la voix de son porte-parole Iuliu Maniu, l’union à la Roumanie de la Transylvanie et des zones adjacentes peuplées de Roumains (dont la région d’Arad).

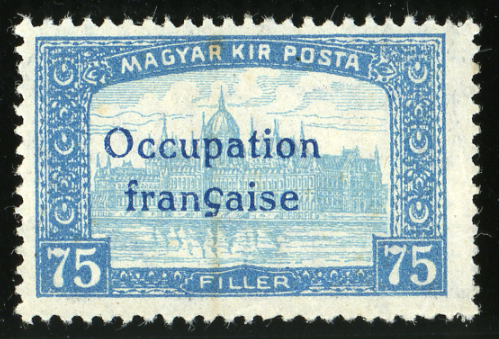
Timbre du Royaume de Hongrie surchargé Occupation française en 1919.

- 13 novembre : signature de la convention d’armistice de Belgrade entre la Hongrie et l’Entente, plaçant Arad sous occupation française de l’Armée française d'Orient[1].
- 1er décembre : le Conseil national roumain de Iuliu Maniu proclame l’union de ces territoires avec la Roumanie, y compris la ville d’Arad, alors à majorité hongroise.
- 1er mars 1919 : alors que la Hongrie devient communiste, l’Armée française d’Orient, regroupée autour d’Arad, devient l’armée française du Danube[2].
- 21 mars 1919 : la note de Fernand Vix offre à la Roumanie la totalité des territoires revendiqués par Iuliu Maniu, dont Arad[3].
- 15 avril 1919-31 août 1919 : Guerre antibolchévique des Tchécoslovaques, des Roumains, des Serbes, des Français et des anticommunistes hongrois contre le gouvernement communiste hongrois, qui est vaincu. Arad, prise par la 101e brigade de la VIe division communiste hongroise le 22 avril, est incluse dans la zone neutre proposée le 20 mars par l’Entente, mais le gouvernement de Béla Kun refuse l’offre, l’Entente reprend l’offensive et Arad, défendue par la IIe division communiste hongroise, est prise le 16 avril par la 18e division roumaine de volontaires transylvains et par l’armée française du Danube : c’est la seconde occupation française de la ville[4].
- Automne 1919 : la commission internationale « Lord », où le Français Emmanuel de Martonne joue un rôle essentiel, trace la future frontière hungaro-roumaine, qui sera officialisée l’année suivante par le traité de Trianon (4 juin)[5] : elle passe à une vingtaine de kilomètres à l’ouest d’Arad.
- mai 1920 : l’armée française du Danube quitte Arad, passant le relais à l’Armée roumaine.
- 1937 : l’activité économique se développe et place Arad en quatrième position en Roumanie et à la première place en Transylvanie roumaine.
- Durant la Seconde Guerre mondiale, Arad est l’enjeu de combats entre d’une part les armées roumaine et soviétique et d’autre part la Wehrmacht et l’armée hongroise.
- Après la Seconde Guerre mondiale, Arad, comme toute la Roumanie, subit les régimes dictatoriaux carliste, fasciste et communiste de février 1938 à décembre 1989, mais connaît à nouveau la démocratie depuis 1990. Depuis, l’industrie s’y développe à un rythme soutenu. Comme d’autres villes transylvaines, Arad acquiert une majorité roumaine à la suite de l’exode rural lié au développement industriel : les Hongrois, 10% des Aradiens, sont surtout présents dans l’ancien centre-ville.
- 1989 : Arad est la deuxième ville à se révolter contre le régime communiste de Roumanie après Timișoara.
- 1990-1991 : fondation de l’université d’Arad.
- 1999 : inauguration de la zone internationale d’activités industrielles d’Arad.
- 2007 : l’intégration de la Roumanie dans l’Union européenne et l’ouverture de la frontière entre la Hongrie et la Roumanie profitent au développement économique de la ville.

## Politique
| Période                                  | Période  | Identité            | Étiquette | Qualité |
| ---------------------------------------- | -------- | ------------------- | --------- | ------- |
| Les données manquantes sont à compléter. |          |                     |           |         |
| 1992                                     | 1996     | Cristian Moisescu   | AC (ro)   |         |
| 1996                                     | 1998     | Dumitru Branc       | PNȚCD     |         |
| 1998                                     | 2000     | Valentin Paul Neamț |           |         |
| 2000                                     | 2004     | Dorel Popa          | PDSR      |         |
| 2004                                     | En cours | Gheorghe Falcă      | PNL       |         |

| Parti | Parti                                      | Sièges |
| ----- | ------------------------------------------ | ------ |
|       | Parti national libéral (PNL)               | 12     |
|       | Parti social-démocrate (PSD)               | 7      |
|       | Union démocrate magyare de Roumanie (UDMR) | 2      |
|       | Alliance des libéraux et démocrates (ALDE) | 1      |
|       | Indépendant                                | 1      |

## Démographie

### Ethnies
Lors du recensement de 2011, 85,19 % s'identifient comme roumains, 10,06 % comme hongrois, 1,71 % comme roms, 0,84 % comme allemands. Pour 1,22 % de la population l'appartenance ethnique n'est pas connue.

### Religions
En 2011, la population de la ville est à 68,4 % orthodoxe, 9,37 % catholique, 4,34 % pentecôtiste, 3,91 % baptiste et 2,45 % réformée, alors que pour 8,38 % de la population, l'appartenance religieuse n'est pas connue.

## Économie
Selon la chambre de commerce et d'industrie, Arad est connu pour son activité industrielle intense et de longue date.

### Industrie
- alimentaire
- textile (anciennes usines UTA, Teba, Confections)
- chaussures
- jouets
- machines-outils, horlogerie et compteurs
- wagons et voitures de trains
- meuble

Après 1989, l'activité a connu des changements importants dans un contexte de transition à l'économie de marché.

### Services
- commerce
- transports
- télécommunications
- banque et assurance
- presse et audiovisuel

### Transport
Arad est le nœud ferroviaire le plus important de l’Ouest de la Roumanie, se situant sur un axe national et européen.
La ville est desservie par un aéroport international (code AITA : ARW) et par un réseau routier de bonne qualité.
Le transport public urbain et suburbain est articulé autour de nombreuses lignes de tramway et d’un réseau de cars interurbains.

## Enseignement

### Enseignement secondaire
- Collège National Moïse Nicoară (ancien nom: Lycée Ioan Slavici)
- Lycée pédagogique Dimitrie Țichindeal (ancien nom: Preparandia - 1812)
- Collège National Elena Ghiba Birta (ancien nom: Lycée Miron Constantinescu)
- Collège économique
- Collège technique de constructions et de la protection de l'environnement
- Lycéé d'art Sabin Drăgoi
- Lycée magyar Csiky Gergely
- Lycée allemand Adam Müller Guttenbrunn
- Lycée baptiste Alexa Popovici

### Enseignement universitaire
- Université de l'Ouest Vasile Goldiș (1990), privée
- Université Aurel Vlaicu (1991)

## Attractions touristiques

### Monuments d'architecture

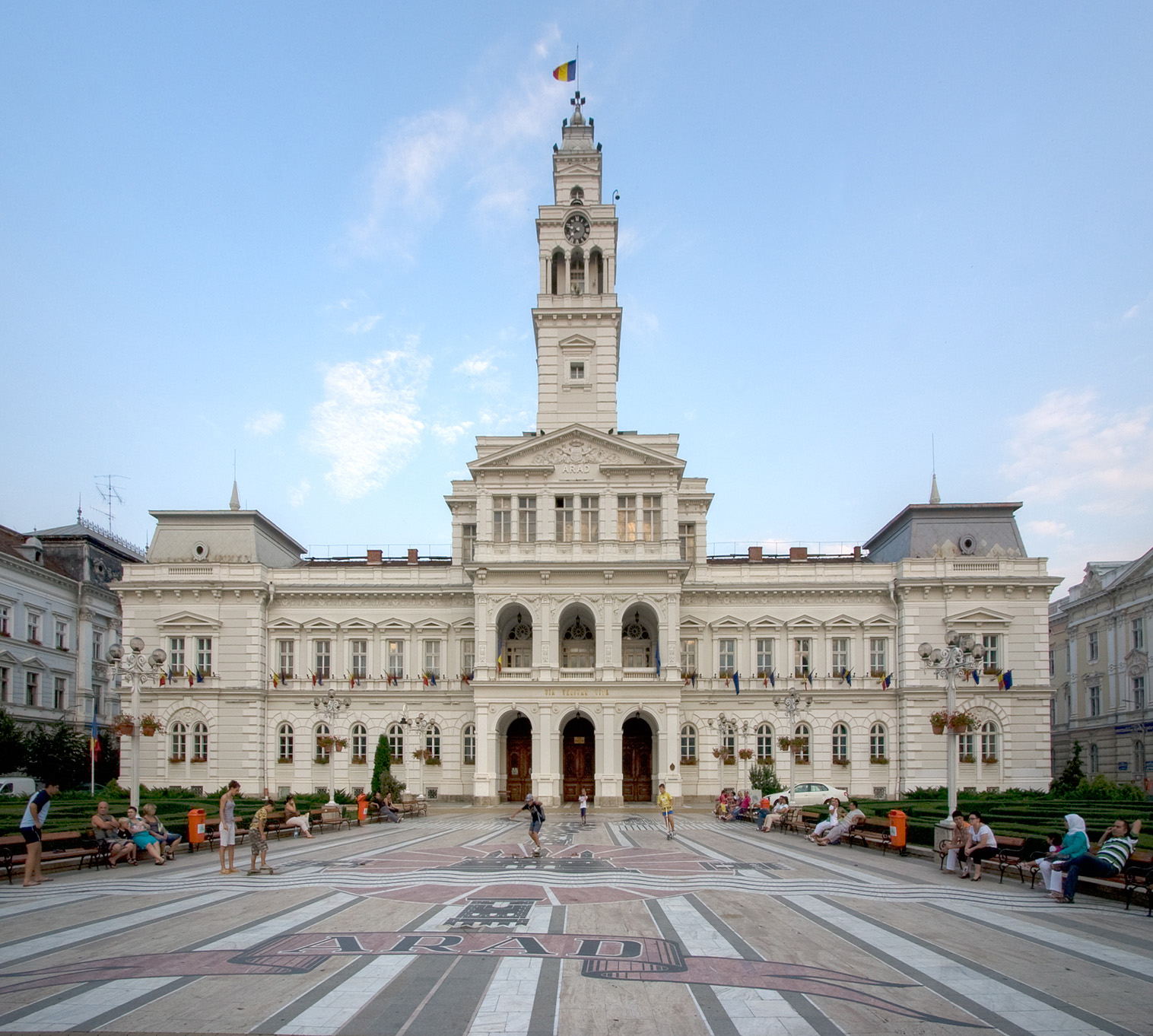
Le palais administratif

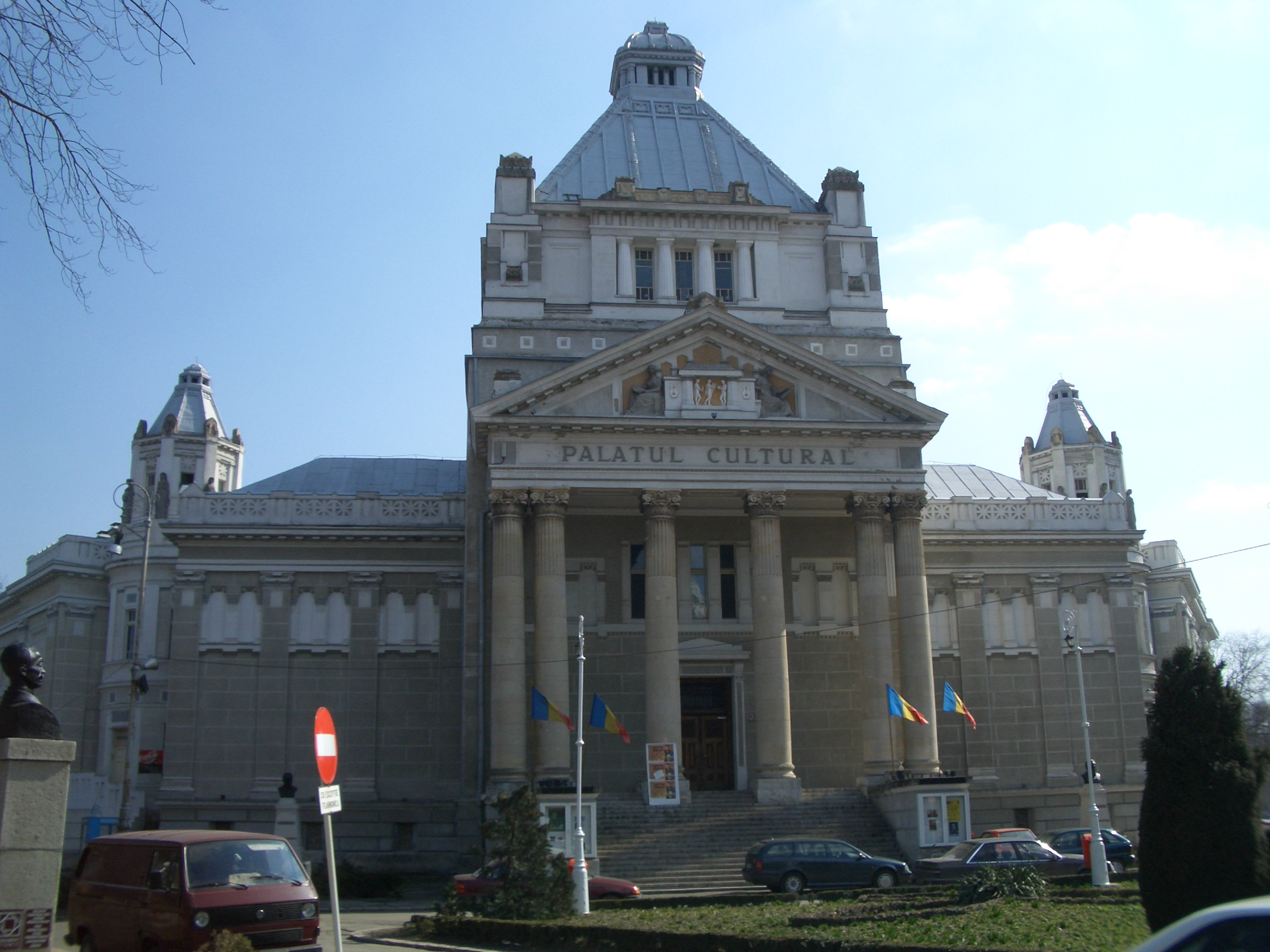
Le palais culturel

La ville contient de nombreux édifices d'une beauté remarquable.
- La citadelle d'Arad est l'une des fortifications de type Vauban construites en Transylvanie. La porte principale et les édifices intérieurs sont en style baroque.
- Le Palais Administratif, aujourd’hui hôtel de ville et du département - 1872-1874, architecture de la Renaissance, avec une tour de 54 m de haut.
- Le palais Neumann - 1891, architecture éclectique
- Le palais de la Justice - 1892, architecture éclectique
- Le palais Cenad - 1894, architecture éclectique et néoclassique
- La Banque nationale  - 1906, architecture néo-classique
- Le Palais Bohuș - 1910, Sezessionsstil
- Le Palais Szantay - 1911, Sezessionsstil
- Le Palais Culturel construit entre 1911 et 1913 par l'architecte hongrois Ludovic Szántay en architecture éclectique, architecture classique, architecture gothique, architecture de la Renaissance, colonnes corinthiennes, avec des influences de l'Art nouveau. Il abrite actuellement l'orchestre philharmonique d'État, un musée d'histoire et un autre de sciences naturelles.
- Le Monument des combattants roumains
- Le monument des 13 généraux martyres - Il contient une image colossale de la Hongrie, avec quatre groupes allégoriques et les médailles des généraux exécutés.
- La rue Cloșca - Sezessionsstil
- Le centre-ville (Boulevard de la Révolution)

### Bâtiments historiques
- La Maison aux boulets, 1800, où il y a dans le mur 17 boulets tirés pendant les luttes d’Arad des années 1848-1849
- Preparandia, 1812, la première école pédagogique roumaine de la Transylvanie
- La Maison au cadenas, 1815, aujourd’hui en ruines.
- Le Vieux Théâtre (Hirschl), construit par Jacob Hirschl dans l’année 1817. C'est le plus ancien théâtre de Roumanie, aujourd’hui en ruines.
- Le Théâtre classique Ioan Slavici (1874).
- La Tour d’eau, construite en 1896, dans le style donjon médiéval
- L’ancienne douane, construite en 1907, ancien point d’entrée des marchandises dans les marchés d’Arad

### Églises

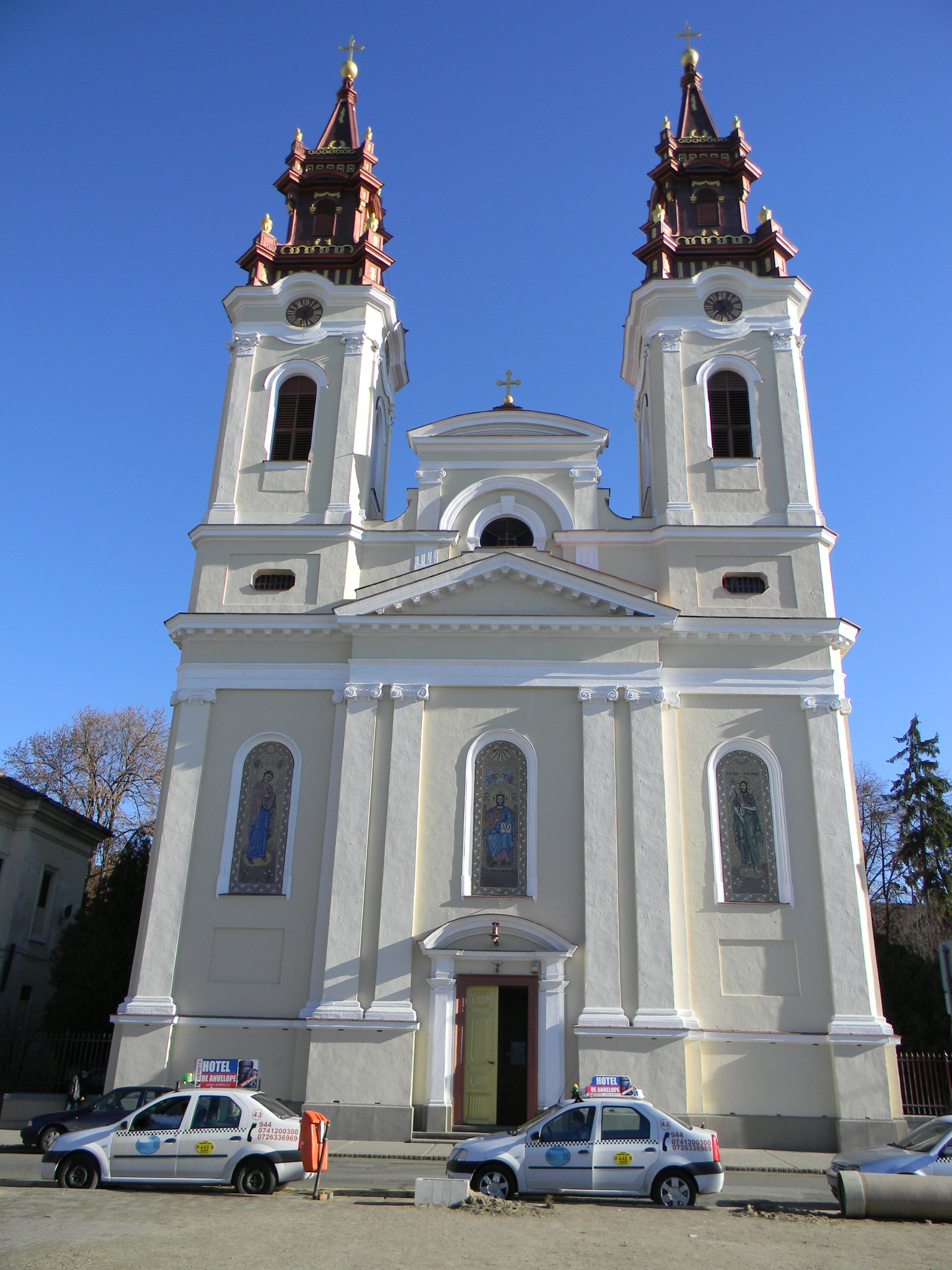
Cathédrale orthodoxe St-Jean Baptiste d’Arad.

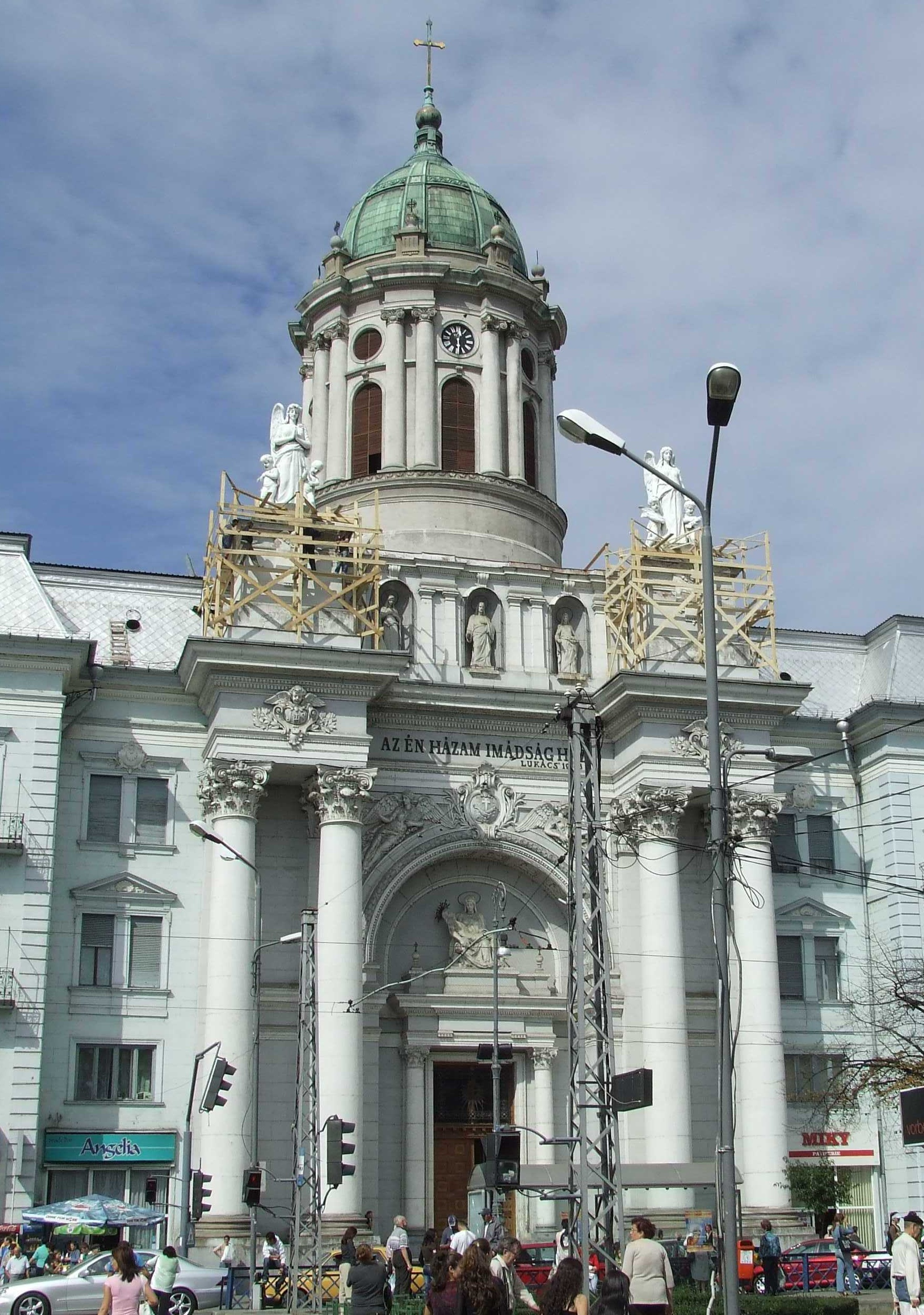
Cathédrale catholique romaine St-Antoine de Padoue d’Arad.

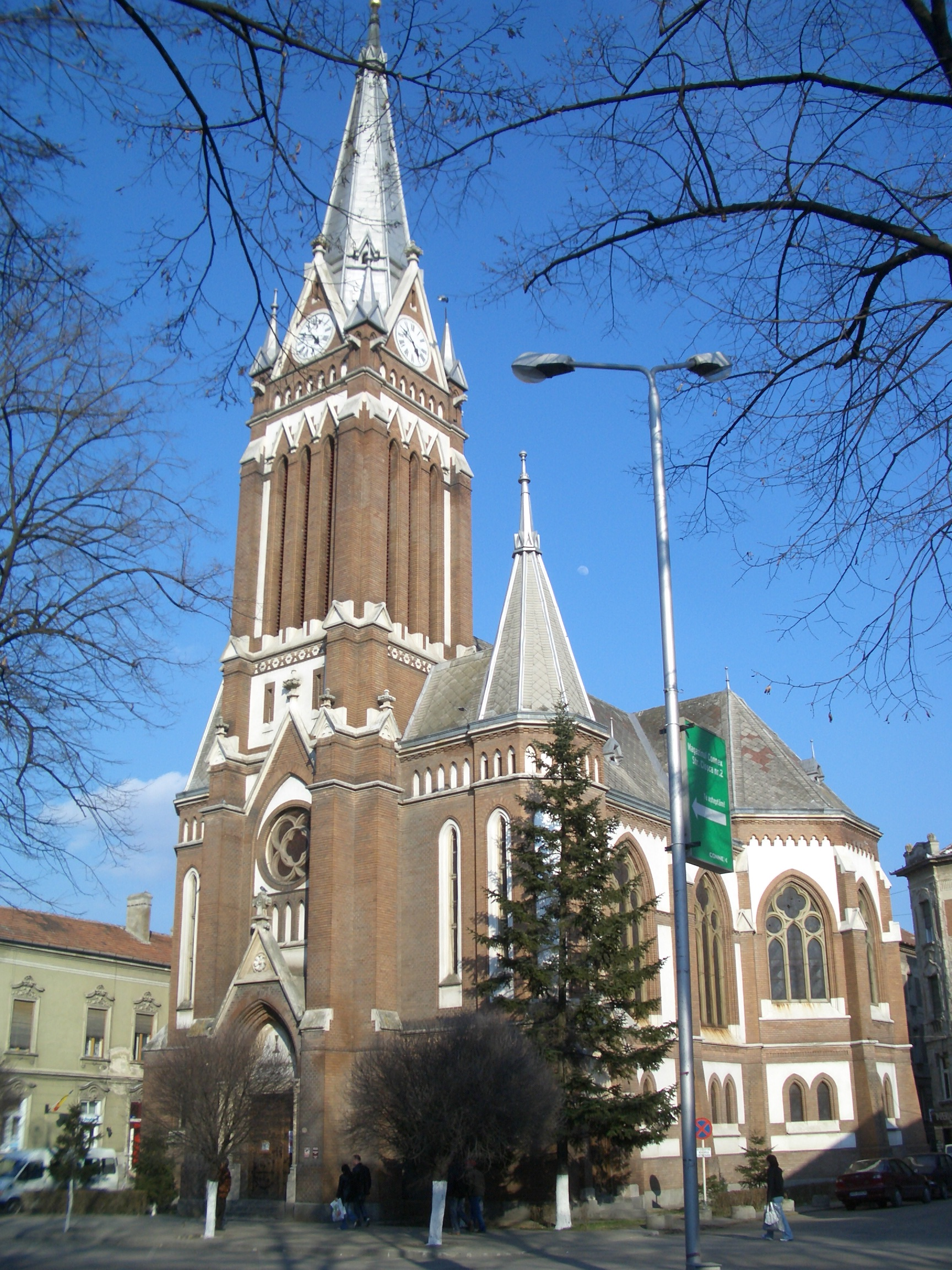
Temple protestant luthérien dit « Église Rouge ».

- L’église serbe Saint-Pierre-et-Paul 1698, architecture baroque
- Le monastère Saint Siméon Stâlpnicul, dans la banlieue (Gai), (1760-1762), architecture baroque
- L’ancienne cathédrale orthodoxe La Naissance de saint Jean Baptiste (1862-1865), architecture baroque, avec des fresques en style byzantin 1966
- La cathédrale catholique magyare Saint-Antoine de Padoue (1902-1904), style néo-Renaissance
- L’Église Rouge (1906), style néo-gothique - église luthérienne allemande
- La cathédrale orthodoxe de la Sainte-Trinité (2008)
- La Synagogue néologue d'Arad

### Musées et expositions
- L’ensemble des musées d'Arad
  - la section Histoire
  - la section Sciences naturelles
  - la section Art
- Le musée mémorial Vasile Goldiș
- La collection d’art Doina et Baruțu Arghezi
- La galerie Delta, lieu de trois événements importants des arts plastiques d'Arad : Le Salon Biennal International de Dessin, Le Salon Biennal de Sculpture, Le Salon Annuel d'Art
- La Galerie Alfa
- La Galerie Clio
- La Galerie La Tour d’Eau
- La Galerie Takács
- La Galerie Carola's
- Expo Arad, centre d’expositions de la Chambre de Commerce, d’Industrie et d’Agriculture d'Arad

### Festivals
- Le Festival de théâtre classique
- Le Festival international Euromarionettes
- Le Festival de théâtre lycéen Amifran (en français, animé par le professeur Lavinia Văgălău)
- Le Festival de théâtre lycéen Teen Play (en anglais)
- Le Festival des minorités
- La Foire des artisans populaires
- La Foire des ONG
- Le Festival du printemps d'Arad
- Le Festival des journées d'Arad en août
- Le Festival du vin en septembre
- Le Festival de la bière

### Tourisme

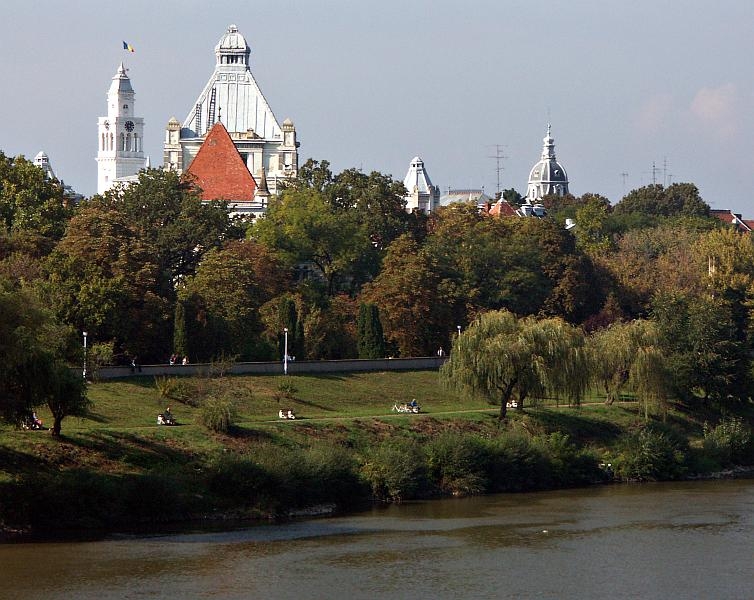
Le Mureș

- la piscine, plage, camping et centre de loisirs Neptune est l’un des plus beaux lieux d’agrément et deuxième de ce genre en Europe
- la rive du Mureș agrémentée de promenades et parcs
- le petit bois (Pădurice) et son lac naturel dans le centre-ville
- la forêt de Ceala avec le lac Moltăreț et l’île du Mureș
- la forêt de Vladimirescu
- le județ d'Arad

## Relations internationales

### Jumelages
La ville d'Arad est jumelée avec :
- Zrenjanin (Serbie)
- Atlit (Israël)
- Fushun (Chine)
- Gyula (Hongrie)
- Hódmezővásárhely (Hongrie)
- Pécs (Hongrie)
- Givatayim (Israël)

### Partenariats
Arad entretient des partenariats avec :
- Kirklees (Angleterre)
- Ditzingen (Allemagne)
- Wurtzbourg (Allemagne)
- Trenčín (Slovaquie)
- Tatabánya (Hongrie)

## Galerie

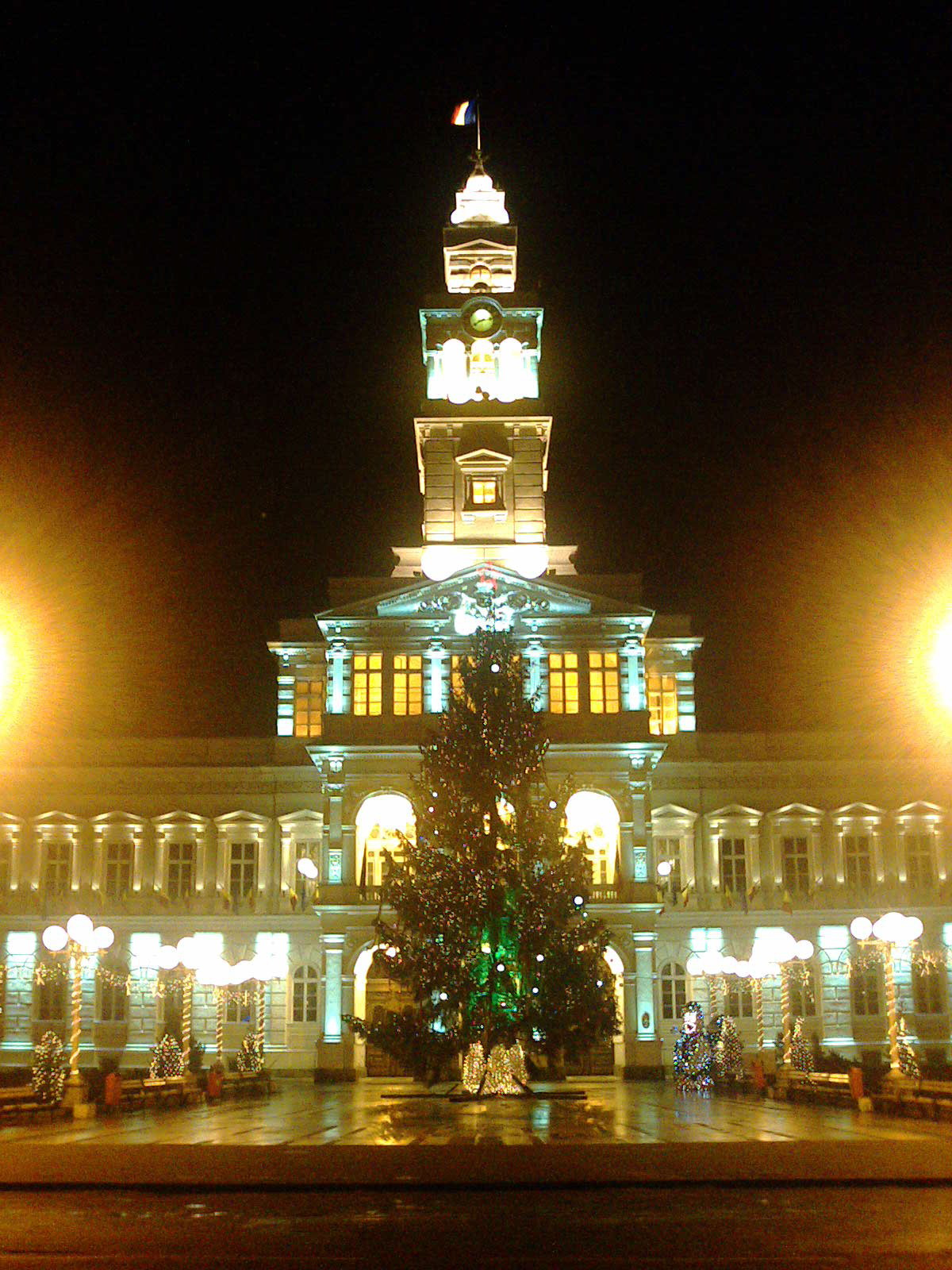
Le Palais Administratif d'Arad pendant les vacances d'hiver
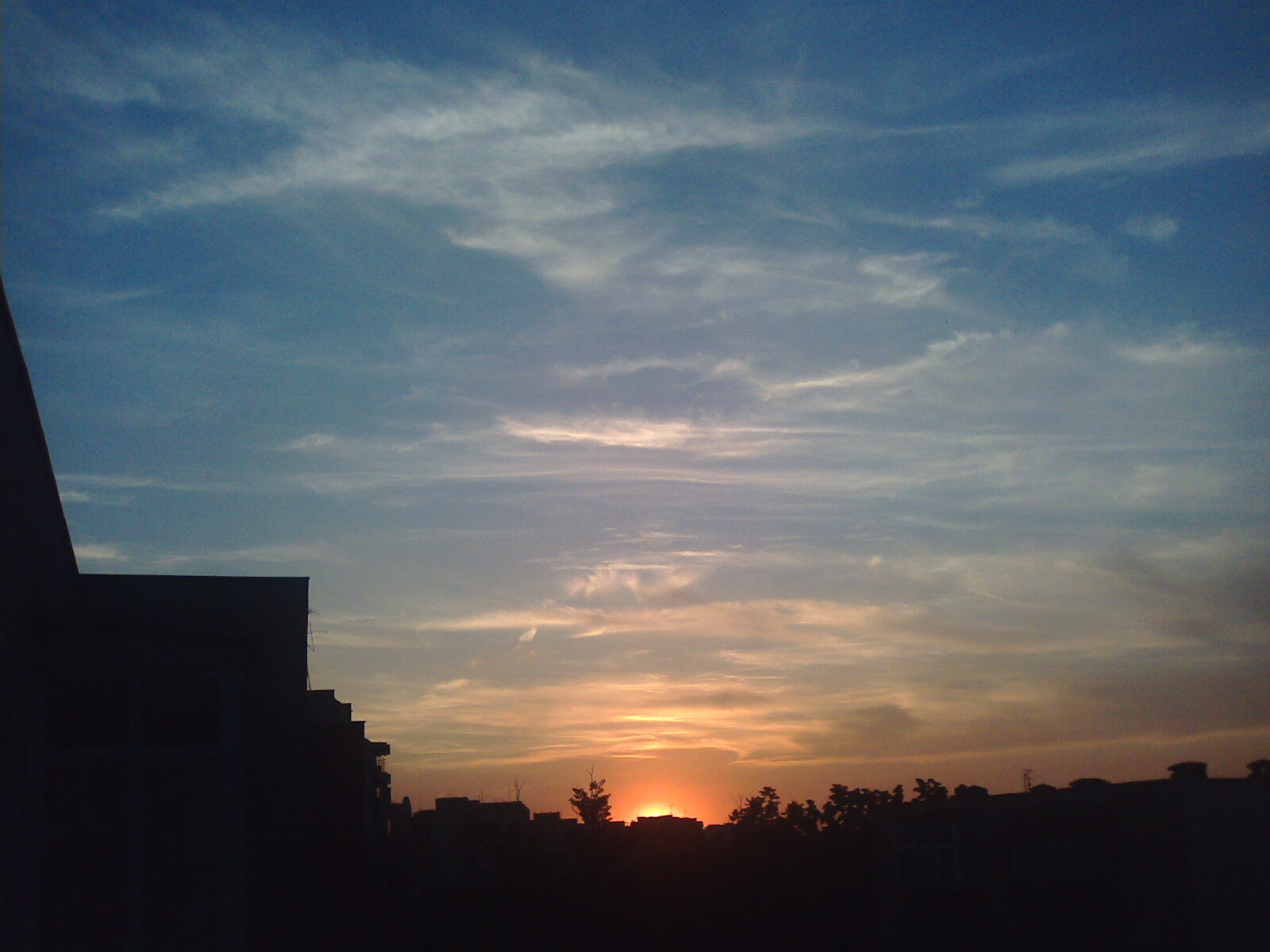
Coucher de soleil sur le quartier UTA à Arad